# Sexto Carmínio Veto (cônsul em 116)
Sexto Carmínio Veto (em latim: Sextus Carminius Vetus) foi um senador romano eleito cônsul em 116 com Lúcio Fundânio Lamia Eliano. Era filho de Sexto Carmínio Veto, cônsul sufecto em 83, e pai de Sexto Carmínio Veto, cônsul em 150. Caio Carmínio Galo, cônsul sufecto em 120, era seu irmão ou seu primo (neste caso, seria filho de Lúcio Carmínio Lusitânico, cônsul sufecto em 81 e seu tio).